# Аналоговый сигнал
Ана́логовый сигна́л или континуальный сигнал — сигнал произвольный по значениям и непрерывный во времени.
Также аналоговый сигнал можно характеризовать как сигнал, порождаемый физическим процессом, параметры которого можно измерить в любой момент времени.
Техническое определение аналогового сигнала даётся в ГОСТе, посвящённом передаче данных:
Аналоговый сигнал данных — сигнал данных, у которого каждый из представленных параметров описывается функцией времени и непрерывным множеством возможных значений.

## Свойства
В случае, когда аналоговый сигнал имеет спектр, ограниченный частотой {\displaystyle f_{m}}, и он подвергнут дискретизации с частотой в два или более раз превышающей {\displaystyle f_{m}}, его можно абсолютно точно восстановить (см. теорему Котельникова). В случае, когда спектр не ограничен какой-либо частотой или частота дискретизации меньше {\displaystyle 2f_{m}}, аналоговый сигнал, подвергнутый дискретизации, невозможно безошибочно восстановить из-за наличия эффекта алиасинга.          

## Применение
Аналоговые сигналы зачастую используют, представляя физические величины, которые изменяются непрерывно. Например, электрический аналоговый сигнал, снимаемый с выходных концов термопары, отражает реальные данные о температурных изменениях. Этот же сигнал, но с микрофона, — о частых изменениях воздушно-звукового давления.
Также существует и аналоговое телевизионное вещание, которое в настоящее время в некоторых странах заменяется цифровым. Например, российское аналоговое телевещание было прекращено в 2019 году.